# Абакумов, Андрей Иванович
Андре́й Ива́нович Абаку́мов (30 ноября (11 декабря) 1772, Торопец — 23 июня (5 июля) 1841, Санкт-Петербург) — генерал-провиантмейстер (1816), чиновник 3-го класса (1824), сенатор (1826), генерал-интендант действующей армии (1831).

## Биография
Родился 30 ноября (11 декабря) 1772 года в небогатой купеческой семье. В 1787 г. начал службу писарем рядового звания лейб-гвардии Преображенского полка. 23 сентября 1802 года произведён в первый офицерский чин подпоручика с назначением в штат генерал-инспектора войск в столице. В 1803 г. переименован в гражданский чин 9-го класса. По болезни глаз в 1809 г. вышел в отставку с чином 7-го класса.
13 апреля 1811 года вновь поступил на службу комиссионером Московского провиантского депо, с 25 мая 1812 г. заведовал провиантским депо при армии. В том же году командирован в действующую армию и назначен обер-провиантмейстером 4-го пехотного корпуса. С 1813 г. — обер-провиантмейстер всех авангардных войск. 25 апреля 1814 г., после вступления русских войск в Париж, назначен военным советником «за усердие и особенную деятельность по продовольствию авангарда в течение трёх кампаний» с сохранением чина 7-го класса. C 16 марта 1815 г. — полевой генерал-провиантмейстер.
С 4 ноября 1816 г. — генерал-провиантмейстер Главного штаба, директор провиантского департамента военного министерства. Провёл ревизии в ведомстве, выявившие крупные хищения; отдал под суд виновных; произвёл преобразования в подчинённых ему органах, добившись значительной экономии.
В Дерптском уезде 14 февраля 1819 года ему была пожалована в аренду мыза Платенгоф (4 декабря 1830 г. аренда была продолжена на 24 года в знак благодарности за деятельность в турецкой кампании).
5 апреля 1819 года был пожалован в 4-й класс. 12 декабря 1824 года был пожалован в 3-й класс, состоял в этом классе пожизненно
В день коронации императора Николая I, 22 августа 1826 года, был назначен сенатором, управлял ещё год провиантной частью. 12 августа 1827 года по своей просьбе был уволен от должности генерал-провиантмейстера с сохранением статуса сенатора и всего прежнего содержания. С 1828 года — главноуправляющий продовольственной частью действующей армии; в июне того же года высочайше пожалован табакеркой с портретом императора «за безостановочное и во всех отношениях исправное довольствие войск».
С 1831 г. — генерал-интендант действующей армии в Польше. Оставил эту должность 31 июня 1831 г. Причины оставления должности излагаются в источниках неоднозначно: указываются разногласия между А. Абакумовым и главнокомандующим генералом Дибичем по вопросу реквизиций в ходе продовольственного обеспечения армии, а также неудовольствие цесаревича Константина Павловича состоянием дел в Польше.
В дальнейшем жил в Петербурге, но уже не служил по военному ведомству. До конца жизни числился сенатором 2-го отделения 5-го департамента с указанием принадлежности к 3-му классу без наименования конкретного чина. При торгах по питейному откупу присутствовал в 1-м департаменте Сената, оберегая выгоды казны.
В 1832—1841 гг. состоял членом Английского собрания Петербурга.
В начале июня 1841 г. написал духовное завещание, по которому своё имение передал единственному внуку, Андрею Ивановичу Раздеришину; 4300 рублей серебром поместил в банк на «вечное» содержание торопецкой церкви Вознесения Господня, наём священнослужителей и вечный помин родных и близких; своим крепостным предоставил полную свободу, определив каждому сумму вознаграждения за верную службу.
Похоронен в Торопце под построенной им кладбищенской церковью Вознесения Господня в западной части города. На южной стене церкви сохранилась табличка с надписью: «Здесь похоронен Андрей Иванович Абакумов, сенатор, 1772—1841 гг.». Могила обнаружена в 1999 г. при проведении реставрационных работ.

## Награды
- Орден Святого Владимира 4-й степени (6 декабря 1812)
- Орден Святой Анны 2-й степени (27 мая 1814)
- Орден Святой Анны 1-й степени (12 декабря 1819)[17]
- Орден Святого Владимира 2-й степени (19 августа 1821)
- Высочайшее благоволение — за устройство продовольствия войск, собранных в Москве для торжества коронации (1826)
- Высочайше пожалован табакеркой — за безостановочное и во всех отношениях исправное довольствие войск (25.6.1828)
- Орден Святого Александра Невского (4 февраля 1831)